# Gjøvik (Tettsted)
Gjøvik ist ein Tettsted und eine Stadt in den norwegischen Kommunen Gjøvik und Vestre Toten in der Provinz (Fylke) Innlandet. Die Stadt stellt das Verwaltungszentrum der Kommune Gjøvik dar und hat 28.801 Einwohner (Stand: 1. Januar 2024). Seit 2023 wird zum Tettsted Gjøvik auch die Stadt Raufoss gezählt. Gjøvik liegt rund 120 Kilometer nördlich von Oslo am Westufer des Mjøsas.

## Geografie

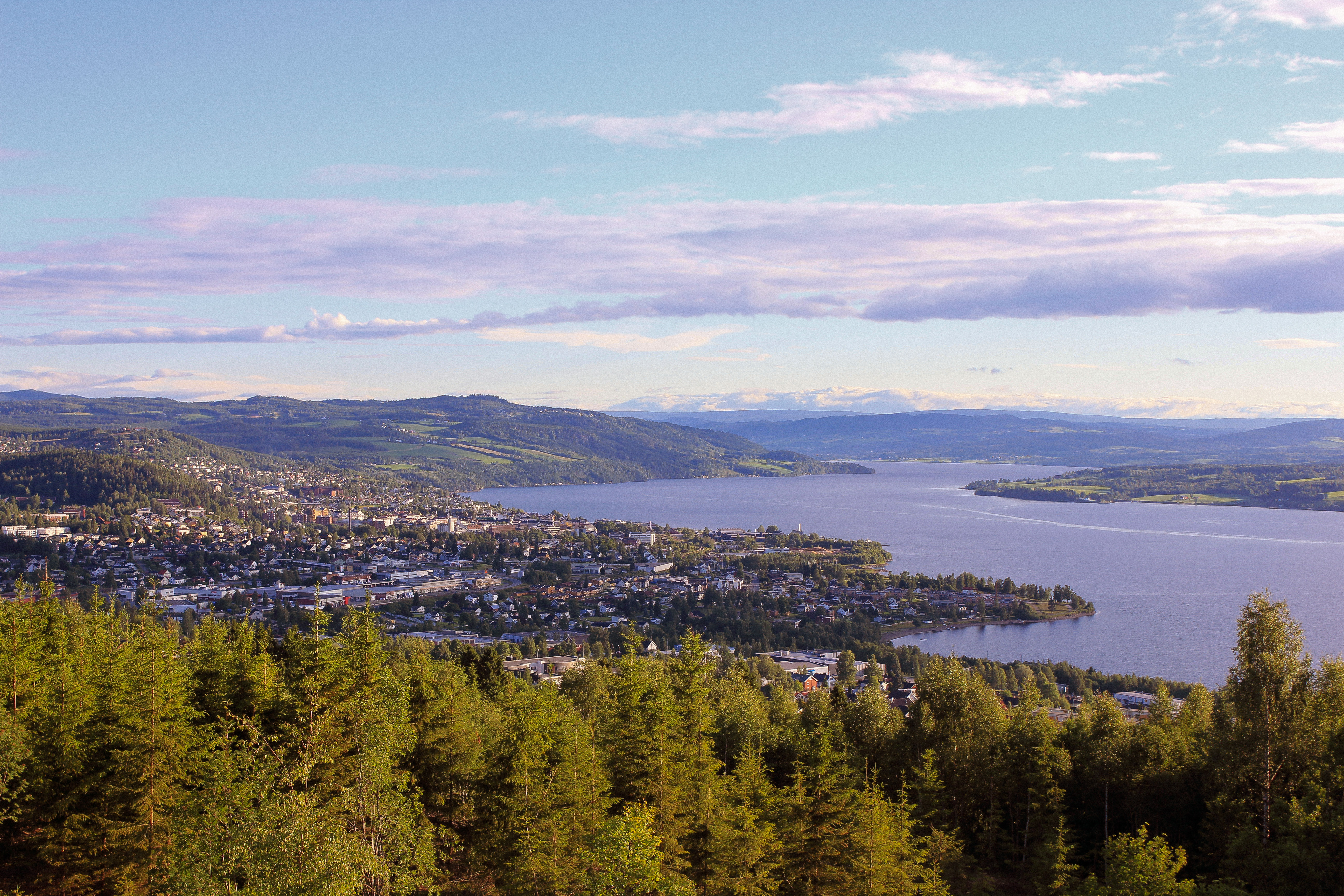
Blick auf die Stadt Gjøvik am Mjøsa

Gjøvik ist ein sogenannter Tettsted, also eine Ansiedlung, die für statistische Zwecke als eine städtische Siedlung gewertet wird. Die Stadt Gjøvik liegt am Westufer des Mjøsas, dem flächenmäßig größten See Norwegens. Zum Tettsted Gjøvik wird seit 2023 auch die weiter südwestlich gelegene Stadt Raufoss gerechnet, die bis 2022 einen eigenen Tettsted bildete. Grund für die Zusammenlegung der Tettsteder war, dass beide Städte mit der Zeit immer stärker zusammenwuchsen. Raufoss wurde zuletzt mit 7918 Einwohnern auf einer Fläche von 7,12 km² geführt.
In Gjøvik mündet die Hunnselva in den Mjøsa. Der Fluss teilt die Stadt in einen nördlichen (Nordbyen) und einen südlichen Stadtteil (Sørbyen). Der Westen der Stadt wird Hunndalen genannt.

## Geschichte
Der für Gjøvik namensgebende Hof Djupvik taucht erstmals in schriftlichen Quellen aus dem Jahr 1432 auf. Die heutige Stadt wurde vom unteren Lauf der Hunnselva aus erbaut. Der Fluss lieferte die Grundlage für die Stromproduktion, die für die Industriebetriebe benötigt wurde. Caspar Kauffeldt erwarb im Jahr 1804 Grund in Gjøvik, um darauf ein Glaswerk zu erbauen. Dieses Werk war bis 1843 in Betrieb. Nach dem Glaswerk entstanden am Flusslauf weitere größere Industriebetriebe, unter anderem O. Mustad & Søn. Viele der Häuser der Stadt waren weiße Holzhäuser, die Gjøvik den Beinamen „Den hvite by ved Mjøsa“ (deutsch Die weiße Stadt am Mjøsa) verschafften. Heute existieren nur noch wenige der Häuser. Im Jahr 1902 wurde mit der Eisenbahnlinie Gjøvikbanen die Verbindung von Gjøvik nach Oslo hergestellt.
Im Jahr 1861 erhielt Gjøvik den Status als Kjøpstad und damit Handelsrechte. Im Rahmen dessen wurde Gjøvik zum 1. Januar 1861 eine eigenständige Kommune. Als solche wurde sie von der Kommune Vardal abgespalten und hatte zunächst 626 Einwohner. Später wurden weitere Gebiete von Vardal an die Stadtkommune überführt, bevor es im Jahr 1964 zur Fusion mehrerer Kommunen kam.
Die Wasserqualität der Hunnselva wurde unter anderem durch die lang andauernde industrielle Aktivität entlang des Flusses stark beeinträchtigt. In den 1970er-Jahren kann es bei der Mjøsaksjonen zu einer Reihe von Maßnahmen, um die Wasserqualität im Mjøsa und seinen Zuflüssen zu verbessern, wodurch es auch zu Verbesserungen in der Hunnselva kam.

## Wirtschaft und Infrastruktur

### Verkehr
Von Raufoss führt aus dem Südwesten der Riksvei 4 auf die Stadt zu. Von Gjøvik führt die Straße weiter in den Norden. Im Norden der Kommune Gjøvik mündet der Riksvei 4 in die Europastraße 6 (E6). Aus den umliegenden Ortschaften führen des Weiteren mehrere Fylkesveier nach Gjøvik. Weitgehend parallel zum Riksvei 4 führt die Eisenbahnlinie Gjøvikbanen von Raufoss nach Gjøvik. Die Bahnlinie erreicht am Bahnhof von Gjøvik ihren nördlichen Endpunkt. Der Bahnhof wurde im November 1902 eröffnet. Er liegt rund 124 Schienenkilometer vom Osloer Hauptbahnhof Oslo S entfernt.

### Wirtschaft
Gjøvik ist traditionell eine Industriestadt. In der Stadt wird die Tageszeitung Oppland Arbeiderblad herausgebracht.

## Bildung
Die frühere Hochschule Gjøvik (Høgskolen i Gjøvik) ging zum 1. Januar 2016 in der Technisch-Naturwissenschaftlichen Universität Norwegens (NTNU) auf. Vor der Zusammenlegung hatte die Hochschule von Gjøvik zuletzt rund 3500 Studierende.

## Kirchen
Die Gjøvik kirke ist ein im Jahr 1882 erbaute Holzkirche. Die vom Architekten Jacob Wilhelm Nordan entworfene Kirche hat rund 600 Sitzplätze. Im Jahr 1968 wurde die Hunn kirke erbaut. Eine weitere Kirche in der Stadt ist die Engehaugen kirke im Süden des Stadtgebiets. Das 1985 erbaute Gebäude der Kirche wurde Anfang der 1990er-Jahre zur Kirche umfunktioniert.

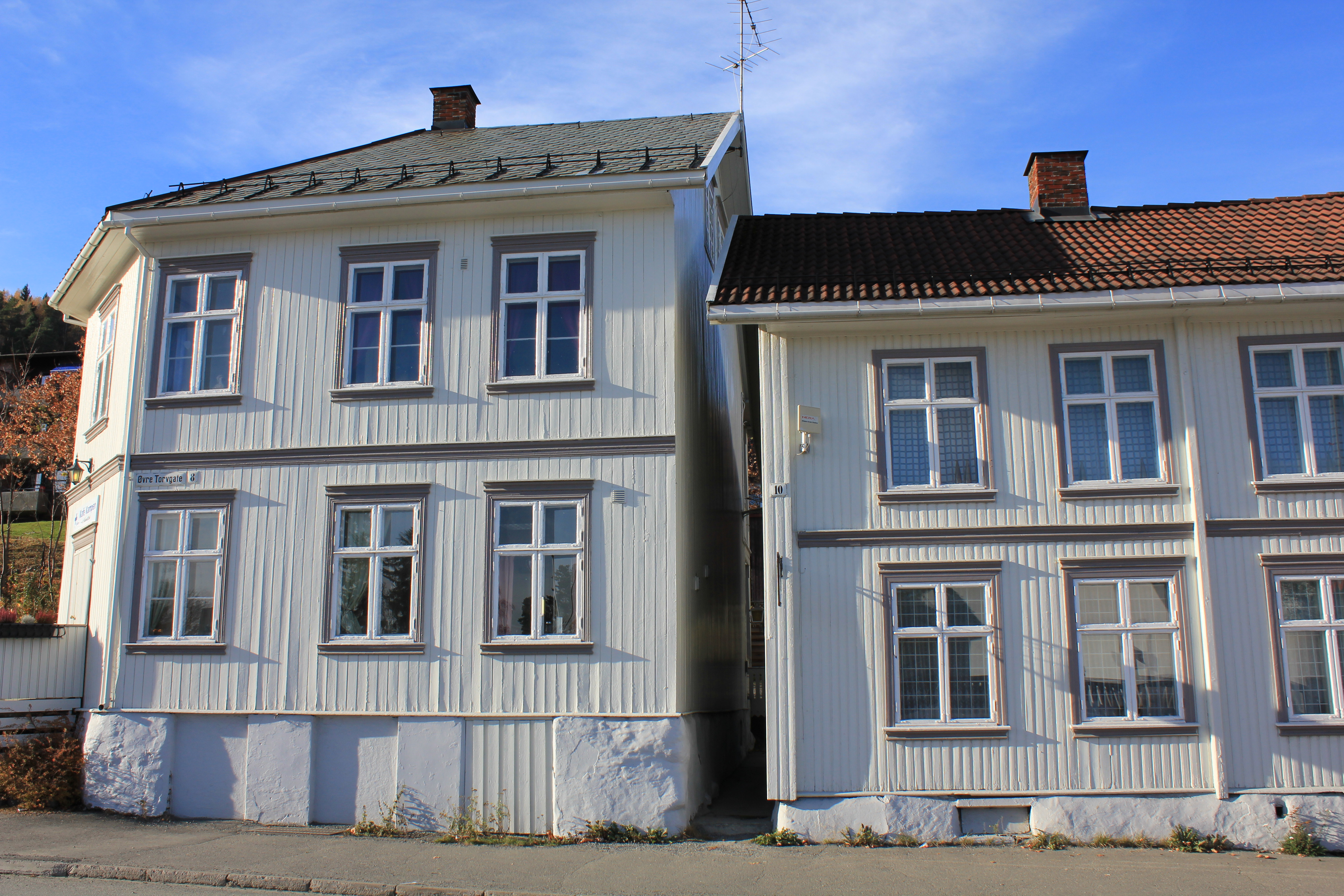
Weiße Holzhäuser im Stadtzentrum
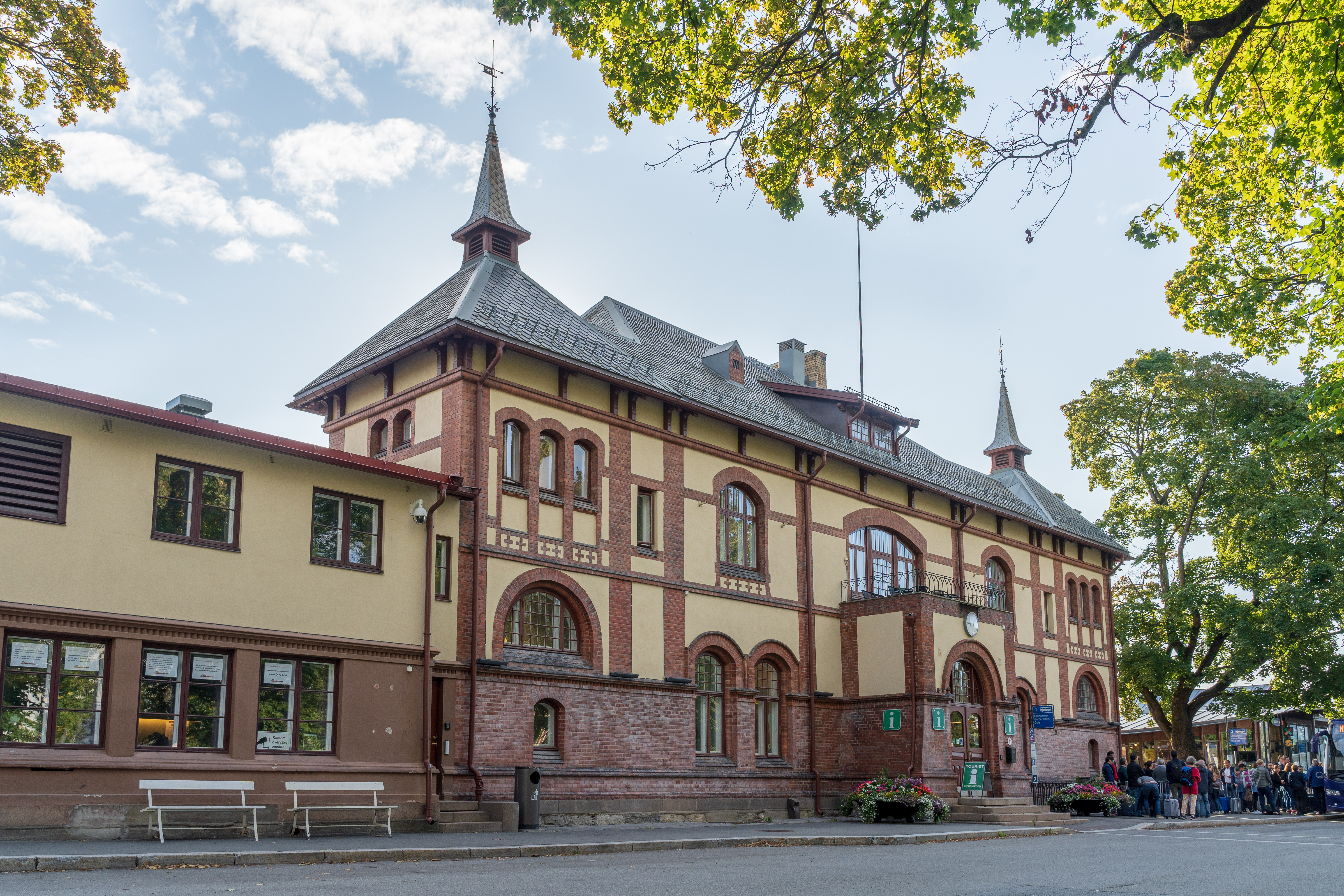
Bahnhof von Gjøvik
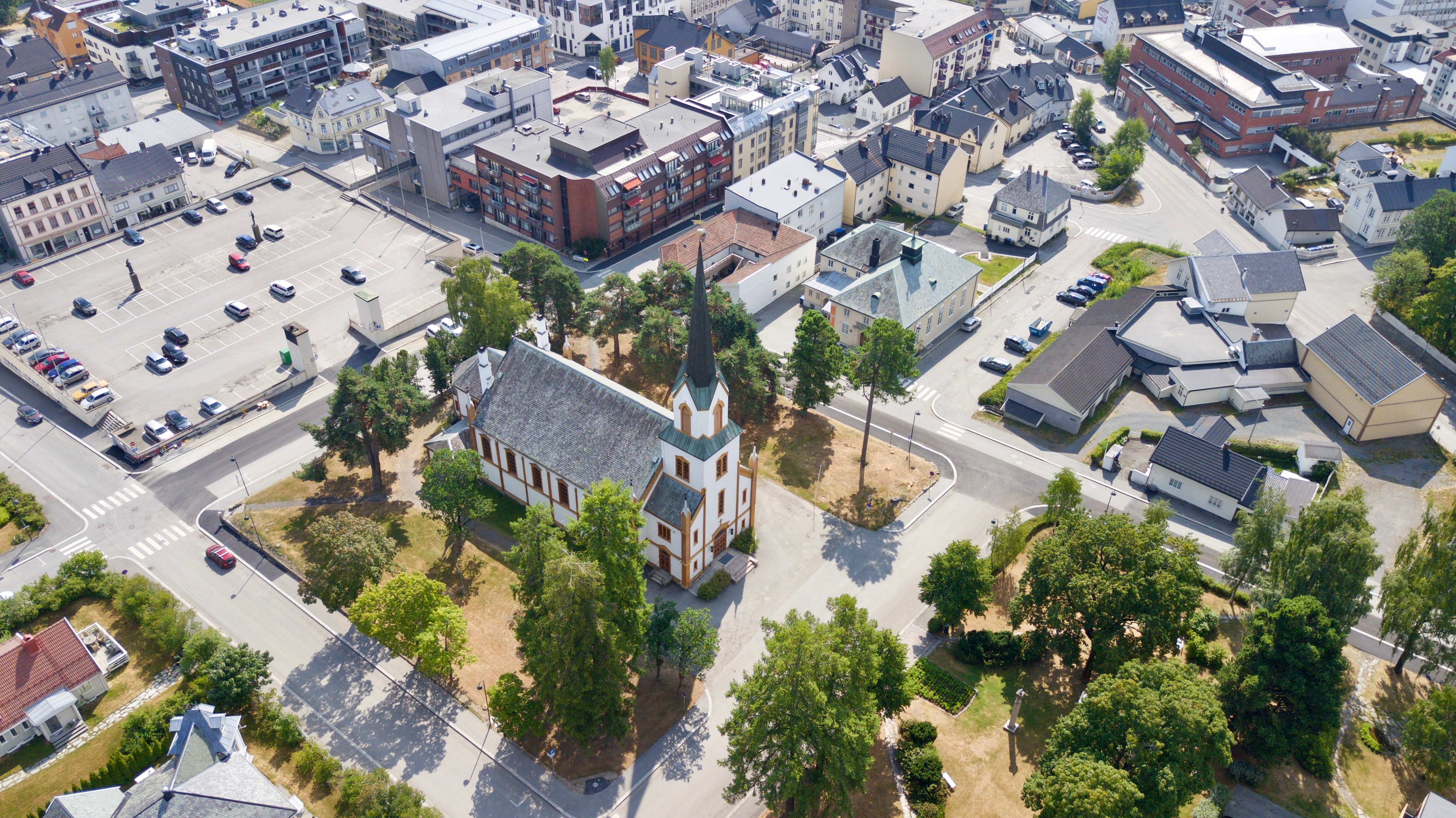
Die Gjøvik kirke

## Sport
Während der Olympischen Winterspiele 1994, die in der Stadt Lillehammer stattfanden, wurden in der Eishockeyhalle Gjøvik Olympiske Fjellhall Eishockey-Wettkämpfe ausgeführt. Die Halle wurde in einen Fels gesprengt.

## Name
Der Name Gjøvik leitet sich vom altnordischen Hofnamen Djúpvik ab. Dieser setzt sich aus den beiden Bestandteilen djup (deutsch tief) und vik (deutsch Bucht) zusammen.